# Kleine Gelderse derby
Voetbalwedstrijden tussen De Graafschap en de twee andere Gelderse clubs, N.E.C. en Vitesse, worden aangeduid als de kleine Gelderse derby. Dit om ze te onderscheiden van 'grote' Gelderse derby tussen N.E.C. en Vitesse onderling.

## De Graafschap – Vitesse
Voor fans van De Graafschap zijn de wedstrijden tegen Vitesse sterk beladen. Omgekeerd is dit minder het geval, mede omdat Vitesse vaak hoger in de Eredivisie speelt, terwijl De Graafschap onder in de Eredivisie of boven in de Eerste divisie uitkomt. Deze houding wordt door fans van De Graafschap als elitair ervaren, wat de rivaliteit verhoogt.

## De Graafschap – N.E.C.
De Graafschap en N.E.C. onderhouden een vriendelijke rivaliteit, omdat voor beide ploegen Vitesse een grotere rivaal is. In de periode na 2010 zijn deze wedstrijden wel vijandelijker geworden, omdat De Graafschap en N.E.C. zich beiden in de top van de Eerste divisie of de onderkant van de Eredivisie bevonden en dus directe concurrenten waren.